# Epidendrum foulquieri
Epidendrum foulquieri är en orkidéart som beskrevs av Guy Robert Chiron. Epidendrum foulquieri ingår i släktet Epidendrum och familjen orkidéer.
Artens utbredningsområde är Franska Guyana. Inga underarter finns listade i Catalogue of Life.